# Vincenzo Voccia
Vincenzo Voccia (Salerno, 2 maggio 1922 – ...) è stato un calciatore italiano, di ruolo centrocampista.

## Carriera
Centromediano più potente che tecnico, debutta in Serie C con la Salernitana nel 1942; dopo aver giocato con i granata anche i tornei di guerra della Coppa della Liberazione 1944 e del Campionato campano 1945, disputa 2 gare nella Serie mista A-B Centro-Sud del campionato di Divisione Nazionale 1945-1946 e 9 nella successiva stagione di Serie B 1946-1947.
In seguito passa alla Scafatese ed all'Arsenaltaranto, disputando altri tre campionati di Serie B per un totale di 72 presenze tra i cadetti.
Dopo due stagioni in Serie C con la maglia della Casertana, torna per una breve parentesi alla Salernitana in Serie B, per chiudere infine la sua carriera in IV Serie, dapprima con la Nocerina e poi con l'Andria.

## Palmarès

### Club

#### Competizioni nazionali
- Serie C: 1

Salernitana: 1942-1943
- Campionato italiano di Serie B: 1

Salernitana:  1946-1947